# Российская неделя моды
Российская неделя моды Прет-а-порте (Russian Fashion Week (RFW)) проходит при поддержке Министерства культуры РФ и под патронажем Российского союза промышленников и предпринимателей (РСПП) два раза в год — в апреле и октябре. Участвуют только заинтересованные лица: дизайнеры, журналисты, редакторы глянцевых журналов, специалисты в области моды, маркетологи и продюсеры.
Каждый сезон проводится более 50 показов коллекций дизайнеров из России, ближнего и дальнего зарубежья. Постоянными участниками являются известные российские дизайнеры Вячеслав Зайцев, Татьяна Парфенова и другие.
Список зарубежных гостей включает Вивьен Вествуд, Julien Macdonald, Мэтью Уильямсон, Eley Kishimoto, Jenny Packham, Sophia Kokosalaki, Armand Basi, Agatha Ruiz de la Prada, Jean-Charles de Castelbajac, Francesco Smalto, CoSTUME NATIONAL, Pollini, Frankie Morello, La Perla.
Российская неделя моды имеет партнерские связи с мировыми неделями моды, среди которых недели моды в Лиссабоне, Мехико, Кейптауне, Афинах, Торонто, Пекине, Загребе, Куала-Лумпуре и др. Стратегический партнер RFW — Camera Nazionale della Moda Italiana (Национальная палата моды Италии), организатор Миланских недель моды.
С 2011 года Russian Fashion Week изменила название на Mercedes-Benz Fashion Week Russia.
В разные годы аккредитованными СМИ Недели моды в Москве выступали Fashion Collection, Melon Rich, Журнал "Богема" / La Boheme Magazine и многие другие.